# Ouratea grandifolia
Ouratea grandifolia är en tvåhjärtbladig växtart som först beskrevs av Jules Émile Planchon, och fick sitt nu gällande namn av Adolf Engler. Ouratea grandifolia ingår i släktet Ouratea och familjen Ochnaceae. Inga underarter finns listade i Catalogue of Life.